# Габријел Ландеског
Габријел Ландеског (швед. Gabriel Landeskog — Стокхолм, 23. новембар 1992) професионални је шведски хокејаш на леду који игра на позицијама левокрилног нападача.
Члан је сениорске репрезентације Шведске за коју је на међународној сцени дебитовао на светском првенству 2012. године. Двоструки је светски првак са СП 2013. и СП 2017. године. Такође је био члан шведског олимпијског тима на Зимским олимпијским играма 2014. у Сочију када је шведски хокејашки тим освојио сребрну медаљу.
Учествовао је на улазном драфту НХЛ лиге 2011. где га је као 2. пика у првој рунди одабрала екипа Колорадо аваланча. У септембру 2012. додељена му је позиција четвртог по реду капитема екипе Аваланча, чиме је Ландеског постао најмлађим капитеном једног тима у историји лиге (у то време имао је нешто мање од 20 година).
Добитник је Калдеровог меморијалног трофеја за 2012. годину.